# Bogusław Zieliński
Bogusław Michał Zieliński (ur. 1951) – profesor doktor habilitowany, wykładowca UAM specjalizujący się w tematyce południowosłowiańskiej.

## Życiorys
W 1975 ukończył studia z zakresu filologii polskiej na Uniwersytecie im. Adama Mickiewicza, a rok później studia socjologiczne na tej samej uczelni. W 1984 doktoryzował się na UAM. W 1998 uzyskał habilitację z zakresu literaturoznawstwa na podstawie monografii Serbska powieść historyczna. Studia nad źródłami, ideami i kierunkami rozwoju. W 2007 otrzymał tytuł naukowy profesora.
Od października 1999 piastuje urząd Kierownika Instytutu Filologii Słowiańskiej Wydziału Filologii Polskiej i Klasycznej Uniwersytetu im. Adama Mickiewicza w Poznaniu, równocześnie pełniąc funkcję Przewodniczącego Komisji Komparatystyki Literackiej przy Międzynarodowym Komitecie Slawistów, Koordynatora Międzynarodowego Programu Badawczego pt. Mapa kulturowa nowej Europy: miasta, szlaki, podróże, Przewodniczącego Komisji Slawistycznej przy Oddziale PAN w Poznaniu. Członek Rady Naukowej Towarzystwa im. Janka Kupały w Mińsku (Białoruś), Komisji Filologicznej Poznańskiego Towarzystwa Przyjaciół Nauk oraz komitetu redakcyjnego czasopisma Południowosłowiańskie Zeszyty Naukowe.
Autor kilkuset artykułów, prac popularnonaukowych i publicystycznych. Posiada uprawnienia tłumacza przysięgłego języka bośniackiego, serbskiego i chorwackiego. Doktoraty pod jego kierunkiem napisali m.in. Joanna Rękas i Marinko Zekić.

## Wybrane publikacje
- Serbska powieść historyczna. Studia nad źródłami, ideami i kierunkami rozwoju, Poznań 1998.

Prace zbiorowe
- Wielkie mity narodowe Słowian, red. A. Gawarecka, A. Naumow, B. Zieliński, Poznań 1999.
- Język, literatura i kultura Słowian dawniej i dziś – III. Litteraria, red. B. Zielińskiego, Wydawnictwo Naukowe UAM, Seria Filologia Słowiańska, nr 5, Poznań 2001.
- Slawistyka u progu nowego wieku, red. B. Zieliński, Wydawnictwo Naukowe UAM, Seria Filologia Słowiańska, nr 6, Poznań 2001.
- Narodowy i ponadnarodowy model kultury. Europa Środkowa i Półwysep Bałkański, red. B. Zieliński, Wydawnictwo Naukowe UAM, Seria Filologia Słowiańska, nr 7, Poznań 2002.
- Wokół Macedonii: siła kultury – kultura siły, red. B. Zieliński, Wydawnictwo Naukowe UAM, Seria Filologia Słowiańska, nr 8, Poznań 2002.
- The Macedonian Issue: the Power of Culture, the Culture of Power, red. B. Zieliński, Wydawnictwo Naukowe UAM, Seria Filologia Słowiańska, nr 10, Poznań 2003.
- Studia linguistica Polono-Meridianoslavica, red. M. Mirkulovska i B. Zieliński, Wydawnictwo Naukowe UAM, t. 11, Poznań 2003.
- Tygiel Kultury, nr 7–9, Łódź 2003.
- Kultura bułgarska w naszych oczach. Materiały z międzynarodowej konferencji studenckiej, red. D. Ivanowa i B. Zieliński, Katedra Filologii Słowiańskiej UAM, Poznań 2004.
- Kraj kilimem przykryty. Współczesna literatura Bośni i Hercegowiny, red. B. Zieliński, Wydawnictwo Adam Marszałek, Toruń 2004.
- Idee wspólnotowe Słowiańszczyzny, red. A.W. Mikołajczak, W. Szulc, B. Zieliński, Poznań 2004.
- Południowosłowiańskie Zeszyty Naukowe. Język – Literatura – Kultura, red. Z. Darasz, G. Minczew, M. Korytkowska, I. Petrovt., B. Zieliński, 2004.